# Rezolucija Vijeća sigurnosti UN-a 1093
Rezolucijom Vijeća sigurnosti UN-a 1093, jednoglasno usvojenom 14. siječnja 1997., nakon podsjećanja na prethodne rezolucije o Hrvatskoj uključujući rezolucije 779 (1992.), 981 (1995.), 1025 (1995.), 1038 (1996.) i 1066 (1996.), Vijeće je ovlastilo Promatračka misija Ujedinjenih naroda na Prevlaci (UNMOP) do nastaviti praćenje demilitarizacije na području poluotoka Prevlake u Hrvatskoj do 15. srpnja 1997.
Vijeće je primilo na znanje dogovor predsjednika Hrvatske i Savezne Republike Jugoslavije (Srbije i Crne Gore) o demilitarizaciji poluotoka Prevlake i doprinos koji je dao smanjenju napetosti u regiji. Postojala je zabrinutost da su se kršenja dogodila u određenoj zoni Ujedinjenih naroda, uključujući ograničenja slobode kretanja što je povećalo napetost. Dana 23. kolovoza 1996. obje su strane potpisale sporazum o normalizaciji diplomatskih odnosa i obvezale se na mirno rješavanje spora.
Strane su pozvane da u potpunosti provedu sporazum o normalizaciji međusobnih odnosa, suzdrže se od nasilja, osiguraju slobodu kretanja promatračima Ujedinjenih naroda i uklone mine. Od glavnog tajnika Kofija Annana zatraženo je da do 5. srpnja 1997. izvijesti Vijeće o situaciji u vezi s napretkom prema mirnom rješenju spora između dviju zemalja. Konačno, Stabilizacijske snage, ovlaštene u Rezoluciji 1088 (1996), morale su surađivati s UNMOP-om.

## Vanjske poveznice
- Text of the Resolution at undocs.org